# 徐應聘 (隆慶進士)
徐應聘（1544年—？），字任卿，湖廣黃州府黃岡縣人，軍籍，明朝政治人物。

## 生平
隆慶元年（1567年）丁卯科湖廣鄉試第四十三名舉人。隆慶二年（1568年）中式戊辰科三甲進士。接替黃茂，擔任南直隶常州府宜興縣知縣，萬曆元年（1573年）調河南武陟縣，擢工部主事，万历五年为张居正父亲營治葬所，後謫河南都事。萬曆十六年升任扬州府知府，十九年升福建副使，备兵兴泉。

## 家族
曾祖徐俸；祖父徐諭；父徐廷蘭，母丘氏。重庆下。弟應選、應魁、應元。